# Будьонновський сільський округ
Будьо́нновський сільський округ (каз. Буденнов ауылдық округі, рос. Буддённовский сельский округ) — адміністративна одиниця у складі Мендикаринського району Костанайської області Казахстану. Адміністративний центр — село Будьонновка.
Населення — 999 осіб (2021; 1284 у 2009, 1883 у 1999, 2059 у 1989).
Станом на 1989 рік існувала Будьонновська сільська рада (села Будьонновка, Маковка, селища Кизилту, Притобольський). Село Маковка було ліквідовано 2009 року.

## Склад
До складу округу входять такі населені пункти:
| Населений пункт        | Старі назви | Населення, осіб (1989) | Населення, осіб (1999) | Населення, осіб (2009) | Населення, осіб (2021) |
| ---------------------- | ----------- | ---------------------- | ---------------------- | ---------------------- | ---------------------- |
| Будьонновка, село      | -           | 1480                   | 1379                   | 1051                   | 860                    |
| Кизилту, село          | -           | 317                    | 266                    | 212                    | 139                    |
| Маковка, село          | -           | 238                    | 238                    | 20                     | -                      |
| Притобольський, селище | -           | 24                     | -                      | -                      | -                      |